# 南部-比利牛斯
南部-比利牛斯（法語：Midi-Pyrénées）是位于法国南部的一個旧大區，南與西班牙及安道爾接壤。面积45,349km²，人口2,551,687。下轄阿列日省（09）、阿韋龍省（12）、上加龍省（31）、熱爾省（32）、洛特省（46）、上比利牛斯省（65）、塔恩省（81）、塔恩-加龍省（82）。

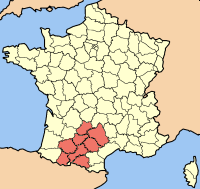
南部-比利牛斯位置

2016年1月1日，南部-比利牛斯大区与朗格多克-鲁西永大区合并为“朗格多克-鲁西永-南部-比利牛斯大区”（法语：Languedoc-Roussillon-Midi-Pyrénées），后更名为现名“奧克西塔尼大區”（Occitanie）。